# Canadien (cheval)
Pour les articles homonymes, voir Canadien.
Le Canadien est la race de chevaux « nationale » du Canada, considérée comme un patrimoine agricole du Québec. Il est aussi nommé le « Petit cheval de fer ». Ses origines remontent au XVIIe siècle, avec l'ordonnance de création d'un haras royal en Nouvelle-France. Des chevaux sont importés depuis la France et, grâce à une politique d'élevage encourageante, se multiplient rapidement. Les conflits armés des XVIIIe et XIXe siècles affectent gravement le nombre de chevaux canadiens. Il faut attendre 1895 pour voir la fondation de la Société des éleveurs de chevaux canadiens et la création d'un registre généalogique. Le cheval Canadien ne possède pas une morphologie homogène du fait de la variété de ses ascendants, mais doit cependant respecter des standards de race définis. 
Cheval docile, vif sans être nerveux, il demande cependant de bonnes connaissances équestres durant son éducation. Il est élevé historiquement au Québec, mais aussi dans l'ensemble du Canada et aux États-Unis. Ce cheval polyvalent est apte à toutes les disciplines équestres, avec de très bons résultats à l'attelage. Le Canadien participe à la création de nombreuses races chevalines américaines, notamment le Morgan, le Standardbred et le Saddlebred américain

## Dénomination
La Loi sur les races animales du patrimoine agricole du Québec, publiée le 31 décembre 2018, reconnaît cette race comme patrimoine agricole du Québec sous le nom de « Cheval Canadien ». Le nom référencé dans le guide Delachaux (2014) est « Canadien » ou « canadien ».
L'ouvrage de référence en anglais International encyclopedia of horse breeds, publié en 2007 par l'Université de l'Oklahoma, cite cette race sous le nom de Canadian horse. Ce cheval a gagné le surnom de « petit cheval de fer » en raison de sa force et de son endurance, supérieures à celles de chevaux plus lourds.

## Histoire
L'histoire du cheval canadien s'inscrit dans un pan ancien de l'histoire de la colonisation européenne de l'Amérique du Nord. Il constitue en effet la première race de chevaux sélectionnée sur le territoire américain.

### Formation de la race
Les plus lointains ancêtres du cheval canadien sont exportés depuis la France au milieu du XVIIe siècle. L'identité des races concernées reste à l'état d'hypothèse. Il parait vraisemblable qu'il descende de chevaux Pure race espagnole, Barbe, et de petits chevaux de trait. Certains auteurs parlent également de la présence de chevaux bretons, normands et arabes.

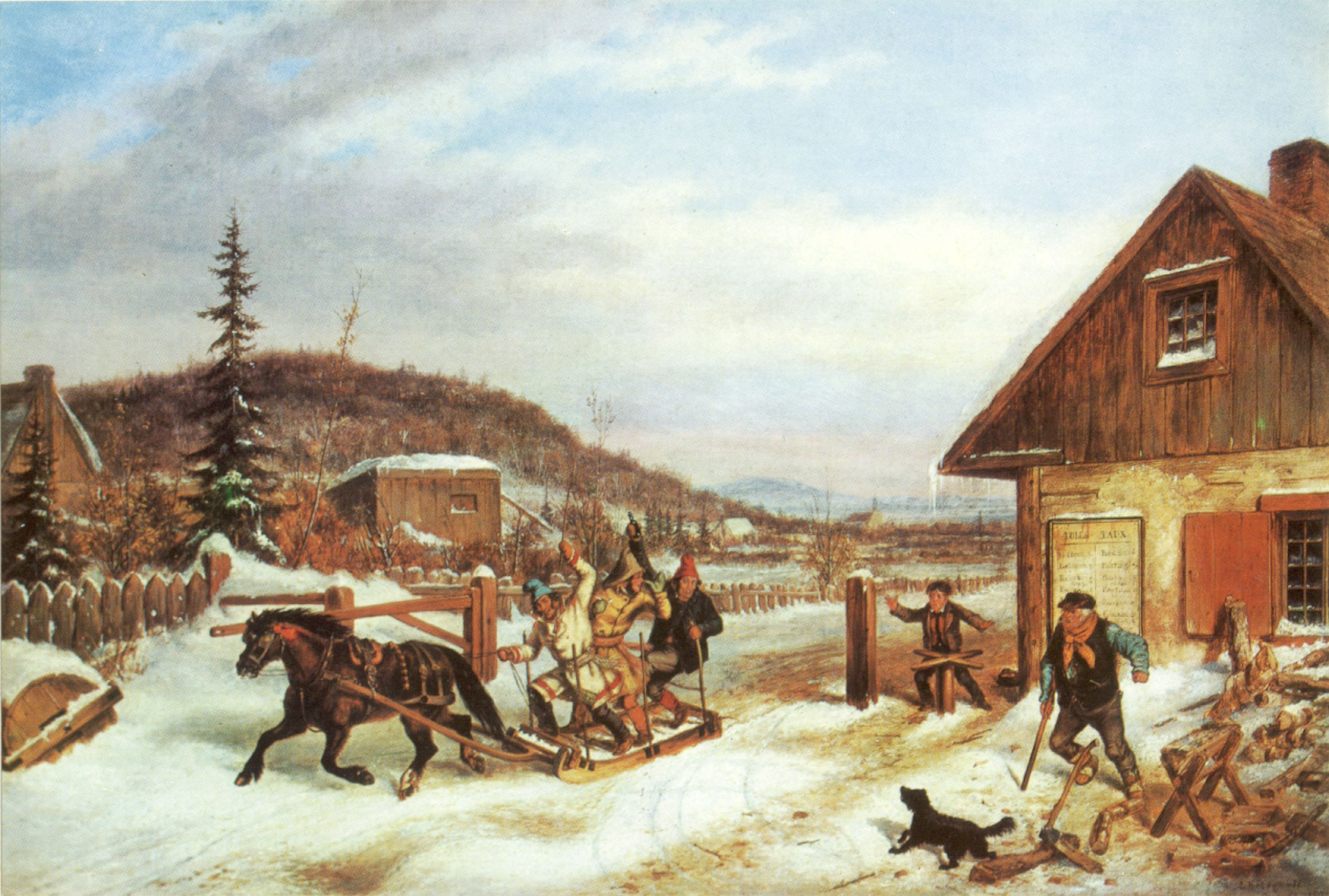
Cornelius Krieghoff a peint de nombreuses scènes montrant des chevaux canadiens.

À partir de 1760, la population équine est croisée avec des chevaux de races britanniques et écossaises, donnant quelques lignées de sujets à la morphologie plus fine. À la même époque, les États-Unis importent beaucoup de chevaux pour leurs besoins militaires. Le cheptel d'Amérique du Nord est alors fortement mélangé entre chevaux de race Hackney, Clydesdale, Shire, et quelques rares Pur-sangs.
Le registre généalogique de la race, créé en 1889, est le plus ancien registre de race de chevaux encore actif en Amérique du Nord. À la fin du XIXe siècle, décimée par la Guerre de Sécession, la race canadienne est en voie d'extinction : on ne compte plus que 900 individus.
En 1895, Édouard Barnard, surintendant du Département d'agriculture du Québec, demande au Dr J.A. Couture m.v. de fonder la « Société des éleveurs de chevaux canadiens ». Il ouvre un registre généalogique après une inspection méthodique de chevaux candidats au statut de « cheval de race canadienne ». En 1907, le Parlement du Canada s'intéresse lui aussi au dossier, fait reprendre l'inspection, et permet l'ouverture du registre généalogique que l'on pourrait qualifier de moderne. Il est refermé à la fin de l'année 1908, empêchant tout ajout de nouvelles origines, et fixant ainsi la race dans ses fondations. Une première ferme expérimentale fédérale est ouverte en 1913 à Cap-Rouge afin de préserver la race et de servir de centre d'élevage, puis une seconde à Saint-Joachim,.

### XXe
Au XXe siècle la race disparaît. Dans les années 1970, il n'en reste qu'environ 400. Une campagne pour la sauvegarde de ce patrimoine s'organise alors au Québec. 
Le nombre de naissances enregistrées à la SECC est assez stable depuis l'ouverture du registre au début des années 1900 jusqu'en 1980. Les enregistrements sont de l'ordre de 25 à 50 poulains par année. En 1981, la ferme provinciale décide de procéder à la dispersion complète du troupeau La Gorgendière à Deschambault. À partir de cette date, le nombre de poulains enregistrés par année se met à grimper pour atteindre un sommet en 1999-2000, avec environ 500 poulains. En moins de vingt ans, le nombre de naissances de chevaux enregistrés est multiplié par dix. Depuis l'an 2000, les naissances se sont stabilisées entre 450 et 500 poulains par année.
La création de la SECC a permis de sauver la race. Avec l'arrivée de l'automobile, les classes supérieures de la société de l'époque ont vite remplacé les chevaux par les voitures. Ce fut la même chose dans les champs où les cultivateurs les plus riches remplacèrent vite le cheval par le tracteur. Le cheval perd son utilité et son « statut social », et sa population diminue. Durant les années 1950 et 1960, seuls les paysans les plus pauvres ou les inconditionnels des chevaux font encore appel à la traction hippomobile à la ferme. Ils vivent très modestement, le cheval passe de symbole de valorisation sociale à symbole de retard social, et même parfois de pauvreté. Durant les années 1970, le cheval reprend doucement ses lettres de noblesse, mais est réservé à une élite pratiquant le sport équestre. Le gouvernement québécois travaille à rendre le cheval canadien plus attrayant pour les compétitions équestres dans sa ferme à Deschambault. À mesure que le cheval canadien retrouve ses lettres de noblesse, sa population reprend en vigueur.

Panneau routier où figure une représentation du cheval canadien.

L'Association québécoise du cheval canadien est fondée en 1998 pour promouvoir la race et regrouper ses éleveurs, propriétaires et amateurs. Petit à petit, la race se redresse. Les hommes politiques canadiens reprennent conscience de son importance. L'Assemblée nationale du Québec vote en 1999 une loi unanime déclarant les races chevaline et bovine canadiennes ainsi que la race de volailles Chantecler comme faisant partie du Patrimoine agricole du Québec,.
Le 8 novembre 2001, le parlement du Canada déclare le cheval canadien « race nationale du Canada »,, avec la Loi sur le cheval national du Canada.
En 2007, le ministère des Transports du Québec modifie le pictogramme du cavalier sur ses panneaux de signalisation routière afin qu'y apparaisse un cheval canadien.

## Description

### Morphologie

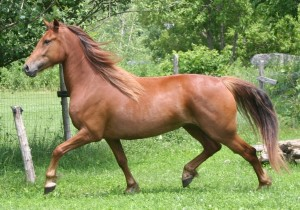
Jument canadienne alezane.

Le cheval canadien a une hauteur de 14 à 16 mains, une main étant équivalente à 4 pouces ou à 10 cm au garrot. La race ne présente pas un type homogène. Selon les standards définis, le cheval canadien doit posséder plusieurs caractéristiques bien précises. Il possède ainsi une tête courte au profil rectiligne, des oreilles fines et une encolure plutôt longue et musclée. Il est également doté d'un garrot légèrement saillant, d'une croupe musclée et de membres solides. Les sabots sont grands, forts et aussi larges que longs.

### Robes

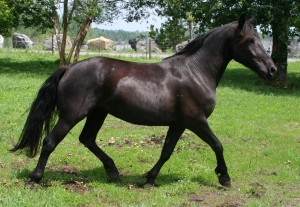
Jument canadienne noire.

Ses robes les plus courantes sont le noir, le bai et l'alezan. Depuis quelques années, des sujets de couleur palomino ou crème sont apparus. D'après le standard de la race, toutes les robes sont acceptées. Le noir est cependant la robe la plus répandue, et le gris la plus rare.

### Tempérament
C'est un cheval docile mais vif. Il est intelligent et endurant au travail. Mais c'est également un cheval sensible qui demande une bonne et juste éducation à l'origine. Les sujets mal débourrés peuvent en effet se révéler difficiles à gérer et demanderont de ce fait un long travail de rééducation.

### Allures
Le Canadien a fait l'objet d'une étude visant à déterminer la présence de la mutation du gène DMRT3 à l'origine des allures supplémentaire : l'étude de 14 sujets a permis de confirmer l'absence de cette mutation, ainsi que l'absence de chevaux présentant des allures supplémentaires parmi tous les sujets de la race. 

## Utilisations

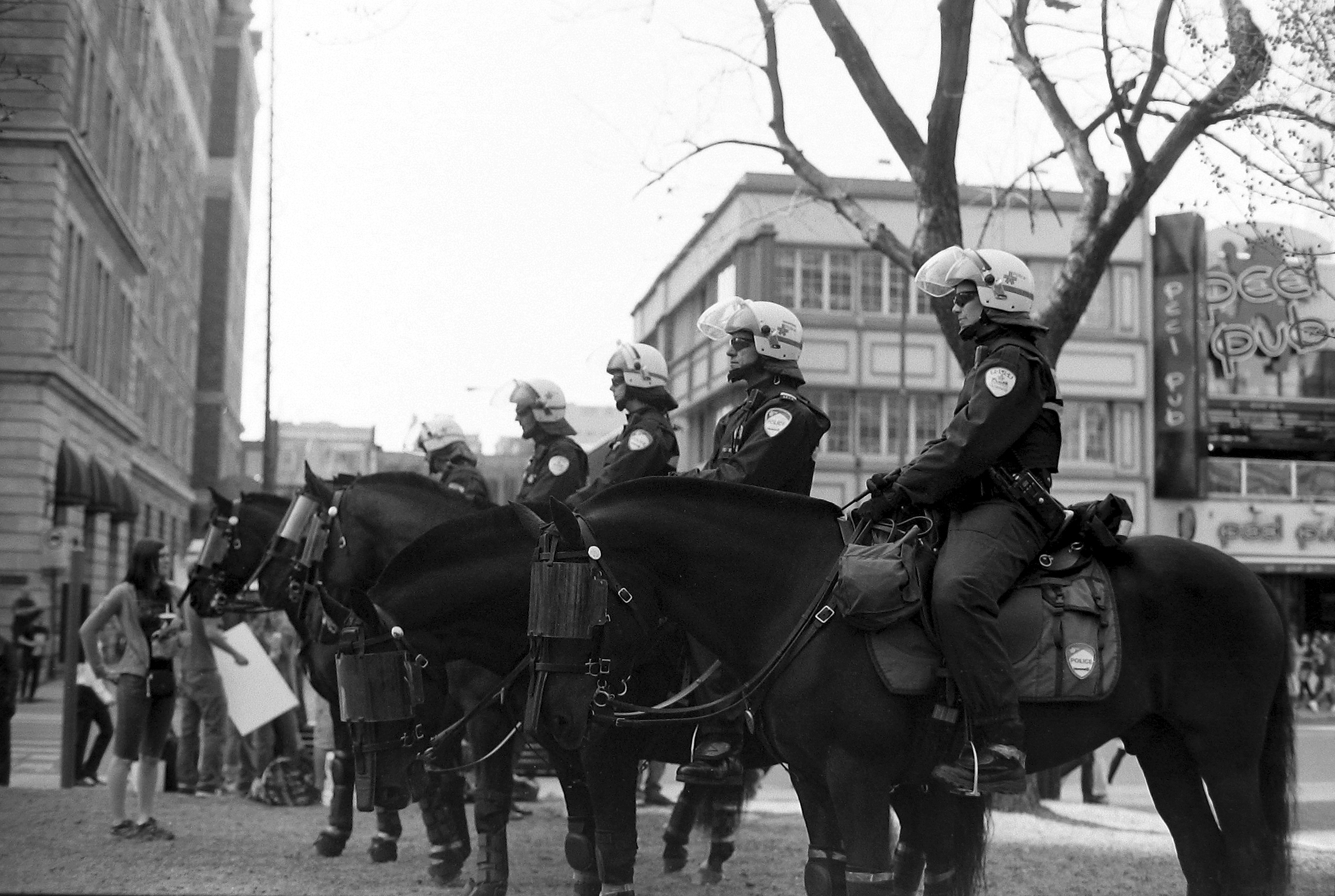
Chevaux canadiens de la police de Montréal

C'est un cheval polyvalent qui montre des qualités aussi bien attelé que monté. Il est souvent reconnu en attelage, discipline dans laquelle le cheval canadien a remporté de nombreuses distinctions en Amérique du Nord et en Europe, mais il est également utilisé dans le tourisme équestre et par la police montée. La cavalerie du Service de police de la Ville de Montréal utilise le cheval canadien depuis 1995, et en compte une dizaine, logés dans ses écuries du mont Royal. Le cheval canadien présente une grande variété de modèles au sein de la race, tout en restant dans les standards. Les chevaux les plus grands et les plus élancés ont ainsi de meilleures aptitudes aux disciplines olympiques comme le saut d'obstacles et le dressage, alors que les individus plus trapus sont plus adaptés à l'équitation d'extérieur. On l'utilise également en équitation de travail,.

### Croisements
Les chevaux canadiens ont été très largement utilisés au cours des siècles dans les croisements réalisés par les éleveurs américains. D'après le zoologiste Ángel Cabrera, le Canadien a très probablement influencé le Cayuse. Il participe à la sélection de nombreuses races américaines, notamment le Morgan, le Standardbred et le Saddlebred. Certains chevaux canadiens, étalons et juments, sont les fondateurs de plusieurs lignées de ces races. Le Tennessee Walker et le Fox-trotter du Missouri sont également des races présentant des ancêtres canadiens.

## Diffusion de l'élevage
En 2017, la race du cheval canadien compte environ 6 500 sujets vivants. La base de données DAD-IS considère la race comme n'étant pas menacée d'extinction (2018).
La région d'élevage du cheval canadien est historiquement liée à celle du Québec (qui compte la majorité des sujets répertoriés, soit 4 500, mais elle s'étend désormais à l'ensemble du Canada. Il est également élevé aux États-Unis : Equus Survival Trust classe la race comme étant « en danger critique » (entre 100 et 300 femelles aptes à se reproduire) dans ce pays, d'après l'évaluation de 2016. On dénombre en 2014 deux éleveurs de la race en France.

#### Ouvrages spécialisés
- [Bernier 1992] Paul Bernier, Le Cheval Canadien, Editions du Septentrion, 1992, 163 p. (ISBN 978-2-921114-73-8)
- [Gendron 2010] (en) Mario Gendron, A brief history of the Canadian horse, Société d'histoire de la Haute-Yamaska, 2010, 38 p. (ISBN 978-2-9807338-8-8, lire en ligne)
- [Langelier 1927] Gustave Adolphe Langelier, Le cheval Canadien : Numéro 87 de Bulletin (Canada. Ministere de l'agriculture), Ministère fédéral de l'agriculture, 1927, 22 p. (lire en ligne)
- [Richer, Duval et Grenier 2015] Claude Richer, Pearl Duval et Carolane Grenier, Le Cheval Canadien : histoire et espoir, Québec, Éditions du Septentrion, 2015, 186 p. (ISBN 978-2-89448-814-0, présentation en ligne).

#### Ouvrages généralistes
- [Cabrera 2004] Ángel Cabrera (trad. de l'espagnol par Christine Bellec), Chevaux d'Amérique, Éditions du Rocher, mars 2004 (1re éd. 1945) (ISBN 2-268-05129-3), « VIII : le cheval canadien ».
- [Hendricks 2007] (en) Bonnie Lou Hendricks, International Encyclopedia of Horse Breeds, Norman, University of Oklahoma Press, 15 août 2007, 2e éd., 486 p. (ISBN 0-8061-3884-X, OCLC 154690199, lire en ligne), « Canadian Horse », p. 98-102.
- (en) Fran Lynghaug, The Official Horse Breeds Standards Guide : The Complete Guide to the Standards of All North American Equine Breed Associations, Voyageur Press, 2009, 672 p. (ISBN 978-0-7603-3499-7 et 0-7603-3499-4, lire en ligne), « Canadian », p. 356-362.
- [Rousseau 2014] Élise Rousseau (ill. Yann Le Bris), Tous les chevaux du monde, Delachaux et Niestlé, septembre 2014, 544 p. (ISBN 2-603-01865-5), « Canadien », p. 430-431.

#### Articles de revues scientifiques
- [Lacroix 2015] Laurier Lacroix, « Le cheval Canadien et les voitures hippomobiles d’hiver vus par Cornelius Kreighoff », Les Cahiers des Dix, no 69,‎ 2015, p. 281-301 (ISSN 0575-089X et 1920-437X, DOI 10.7202/1035603ar)
- [Khanshour et al. 2015] Anas Khanshour, Rytis Juras, Rick Blackburn et E. Gus Cothran, « The Legend of the Canadian Horse: Genetic Diversity and Breed Origin », Journal of Heredity, vol. 106, no 1,‎ 1er janvier 2015, p. 37–44 (ISSN 0022-1503, DOI 10.1093/jhered/esu074, lire en ligne, consulté le 21 mars 2021)

#### Articles de presse
- [Alet 2011] Bruno Alet, « Découvrir le cheval canadien », Cheval Savoir, no 21,‎ mai 2011 (lire en ligne).
- [Verdun 2014] Aline Verdun, « Le canadien, un ami venu de France », Cheval Magazine, no 507,‎ février 2014, p. 38-41.